# Николас, Хильда
Хильда Николас (англ. Hilda Nicholas, полное имя Emily Hilda Rix Nicholas (урождённая Rix, позднее Wright); 1884—1961) — австралийская художница.

## Биография
Родилась 1 сентября 1884 года в городе Балларат австралийского штата Виктория в семье Henry Finch Rix и Elizabeth Sutton.
В детстве занималась музыкой и рисованием вместе со своей сестрой Элси. Училась в мельбурнской школе Melbourne Girls Grammar. Брала уроки живописи у Mr Mather, прежде чем пошла учиться в художественную школу National Gallery of Victoria Art School, где обучалась в 1902—1905 годах. Её преподавателем был ведущий участник Гейдельбергской школы Фредерик Маккаббин. В числе сокурсниц Хильды были Jessie Traill, Norah Gurdon, Ruth Sutherland, Dora Wilson и Vida Lahey. Некоторые рисунки, выполненные юной ученицей в студенческие годы, были включены в ежегодные выставки Викторианского общества художников и салона Austral Salon.
В 1907 году некоторые её знакомые-художники посоветовали Хильде продолжить образование у разных мастеров, и она отправилась в Европу. Приехала в Париж, где работала с австралийским художником Эммануилом Фоксом. Обучалась в Académie Delécluse и посещала академию Гранд-Шомьер. Вместе с матерью и сестрой путешествовала по Франции и Италии, проводила лето в Этапльской художественной колонии на севере Франции вместе с другими австралийскими художниками. Около 1909 года Хильда Рикс познакомилась с Уимом Братом (Wim Brat), студентом-архитектором из богатой голландской семьи. Он попросил у матери Рикс разрешение на женитьбу на её дочери, и миссис Рикс согласилась. Однако счастливая помолвка расстроилась из-за отношений Хильды с матерью Уима. Художница продолжила работать в Европе и выставлялась в Парижском салоне в 1911 году (вместе с другими австралийцами — Артуром Стритоном и Джорджем Беллом).
В период с 1912 по 1914 годы Хильда Рикс дважды побывала в Северной Африке. Впервые, когда присоединилась к американскому художнику Генри Таннеру и его жене мисс Симпсон в поездке по Марокко в январе 1912 года. Они также путешествовали по Испании, где Рикс познакомилась с работами Веласкеса. Около трех месяцев Хильда работала в Танжере, показав в 1913 году несколько своих картин на Парижском салоне и в обществе французских художников Société des Peintres Orientalistes Français. Она вернулась в Танжер в начале 1914 года со своей сестрой Элси. Сёстры вместе вернулись из Африки в Англию, а затем во Францию, где Хильда снова провел лето в Этапле.
Разразившаяся Первая мировая война не привела семью Рикс к эвакуации в Лондон в августе 1914 года. При этом заболели её мать и сестра: Элси умерла 2 сентября 1914 года, мать Элизабет — в марте 1916 года. Следующее несчастье произошло с самой художницей. Перед отъездом из Этапльской художественной колонии она познакомилась с австралийским офицером, капитаном Джорджем Николасом (George Matson Nicholas). Они снова встретились в сентябре 1916 года и поженились 7 октября в Лондоне. Через три дня Николас вернулся на службу и погиб 14 ноября 1916 года во время битвы на Сомме в сражении под городом Флер.
В марте 1918 года Хильда покинула Англию и 10 мая прибыла в Мельбурн. Там при поддержке художницы Генриетты Гулливер и членов городского художественного клуба Women’s Art Club, художница начала новый этап своей профессиональной карьеры. Она начала выставляться и получать хорошие отзывы коллег и критиков. Несколько её работ были приобретены Национальной галереей Виктории. В сопровождении своей подруги Дороти Ричмонд (Dorothy Richmond) отправилась работать в сельскую местность Нового Южного Уэльса, где много времени провела в небольшом городке Delegate на границе со штатом Виктория, создав множество работ. В Австралии художница провела несколько персональных выставок, включая выставку в Сиднее в августе 1923 года.
В 1924 году Хильда Николас, снова путешествуя с Дороти Ричмонд, отправилась во Францию, намереваясь выставить свои работы в Европе. Прибыв в Париж в июне, она арендовала студию на Монпарнасе, которая ранее принадлежала французской художнице Розе Бонер. Выставка работ в престижной галерее Georges Petit Galerie в Париже в январе 1925 года имела большой успех, что привело к успешным продажам её картин. Затем состоялись и другие выставки, в том числе в Англии в International Society of Sculptors, Painters and Gravers и в Королевской академии художеств. В декабре в Англии прошла ещё одна её выставка в Beaux Arts Gallery. В Англии Хильда Николас создала одну из самых необычных работ, которая также стала её самым большим полотном — «Les fleurs dédaignées», высотой почти 2 метра и шириной 128 сантиметров, которая представляет собой портрет молодой женщины в модной одежде восемнадцатого века. В 1926 году Хильда снова стала участницей лондонской выставки Королевской академии художеств, она также была представлена на выставке Société Nationale des Beaux-Arts Spring в Париже. В конце 1926 года Хильда и Дороти вернулись в Австралию.
На родине художница купила автомобиль, часть которого была заполнена художественными принадлежностями, и вместе с Дороти Ричмонд ездила по стране, создавая пейзажи начиная от Канберры до Квинсленда. В 1920-х годах Хильда Николас познакомилась с семьёй фермеров Wright и 2 июня 1928 года в Мельбурне вышла замуж за Эдгара Райта (Edgar Wright), и пара поселилась в собственном имении под названием Knockalong, недалеко от Delegate. Хильда продолжала выставляться под фамилией Николас, хотя уже была известна как Рикс Райт. Её подруга Дороти Ричмонд вышла замуж за двоюродного брата Эдгара Райта — Уолтера, и поселилась в этом же регионе. Хильда Райт провела ряд выставок, последняя её персональная экспозиция прошла в 1947 году. К этому времени здоровье художницы стало ухудшаться, а тяга к живописи угасала. Была представлена вместе с сыном на выставке в Сиднее в 1954 году: она показывала свои картины, сын — скульптурные работы.
Умерла 3 августа 1961 года в городе Delegate, Новый Южный Уэльс. После смерти художницы было проведено несколько её мемориальных выставок.
Многие из работ Хильды Рикс Райт попали в частные коллекции, значительная часть была утеряна в результате пожара в их имении семьи после её смерти в 1960-х годах. Творчество австралийской художницы представлено в большинстве крупных художественных галерей Австралии, включая Art Gallery of South Australia, National Gallery of Australia и Queensland Art Gallery. Некоторые работы находятся в художественных музеях Европы.

### Личная жизнь
В 1916 году познакомилась и вышла замуж за Джорджа Николаса (George Matson Nicholas), став вдовой через месяц, когда он был убит на Западном фронте Первой мировой войны.
В 1928 году вышла замуж за Эдгара Райта (Edgar Wright), с которым познакомилась во время своих путешествий в начале 1920-х годов. Их единственный ребёнок — сын Рикс Райт (Rix Wright), родился в 1930 году, стал известным скульптором.